# Hiromu Kori
Hiromu Kori (født 11. september 1997) er en japansk fodboldspiller.